# Ансо
Ансо (ісп. Ansó) — муніципалітет в Іспанії, у складі автономної спільноти Арагон, у провінції Уеска. Населення — 497 осіб (2009).
Муніципалітет розташований на відстані близько 350 км на північний схід від Мадрида, 75 км на північний захід від Уески.

## Демографія
Динаміка населення (INE ):